# Lac Malawi
Le lac Malawi est un des Grands Lacs d'Afrique de l'Est, anciennement appelé lac Nyasa, lac Nyassa ou encore lac Niassa au Mozambique (Nyassa signifiant lac dans la langue locale), dont les rives se partagent entre trois États : le Malawi, le Mozambique et la Tanzanie.
C'est le plus méridional des lacs de la vallée du Grand Rift. Troisième lac africain par sa taille, il occupe le cinquième rang au classement des grands lacs mondiaux en volume.
Une des particularités du lac Malawi est la richesse exceptionnelle de sa faune aquatique, qui comporte plus d’espèces que celle de n’importe quel autre lac. La famille des cichlidés, notamment, presque totalement endémique, est très représentée, avec plus d'un millier d'espèces différentes estimé — on en connaît aujourd'hui environ 800. On trouve dans ce lac, par exemple, deux genres bien connus, les Pseudotropheus et les Labeotropheus (communément appelés Mbuna ou M'buna), qui y sont endémiques. Ce sont des poissons très appréciés par les aquariophiles pour leurs couleurs dignes d'espèces marines, et pour leurs comportements variés et intéressants.
Ce lac est soumis à de fortes variations de température dues au rythme régulier des cycles saisonniers régnant sous cette latitude beaucoup plus australe que celles des lacs Tanganyika et Victoria.

## Géographie
Le lac Malawi s’étire sur une longueur approximative de 580 km, alors que sa largeur varie entre 30 et 80 km. C’est l’un des plus grands lacs du monde puisqu’il se place en cinquième position en volume avec 7 775 km3 et en neuvième position en surface avec 29 500 km2. Ce lac est le troisième plus grand des grands lacs d'Afrique. Un des points importants des caractéristiques physiques de ce lac est que sur 90 % de son étendue le fond est à une profondeur de plus de 100 mètres. La profondeur maximale est de 750 mètres pour une profondeur moyenne de 264 mètres.

## Hydrologie
Les eaux du lac Malawi sont très pures ; la visibilité est exceptionnelle puisqu’elle porte à plus de 20 mètres sous l’eau. La température moyenne des eaux de surface varie entre 24 °C et 29 °C, alors qu’en profondeur elle reste relativement constante aux alentours de 22 °C. L'eau est également légèrement alcaline avec un pH compris entre 7,8 et 8,5.

## Géologie

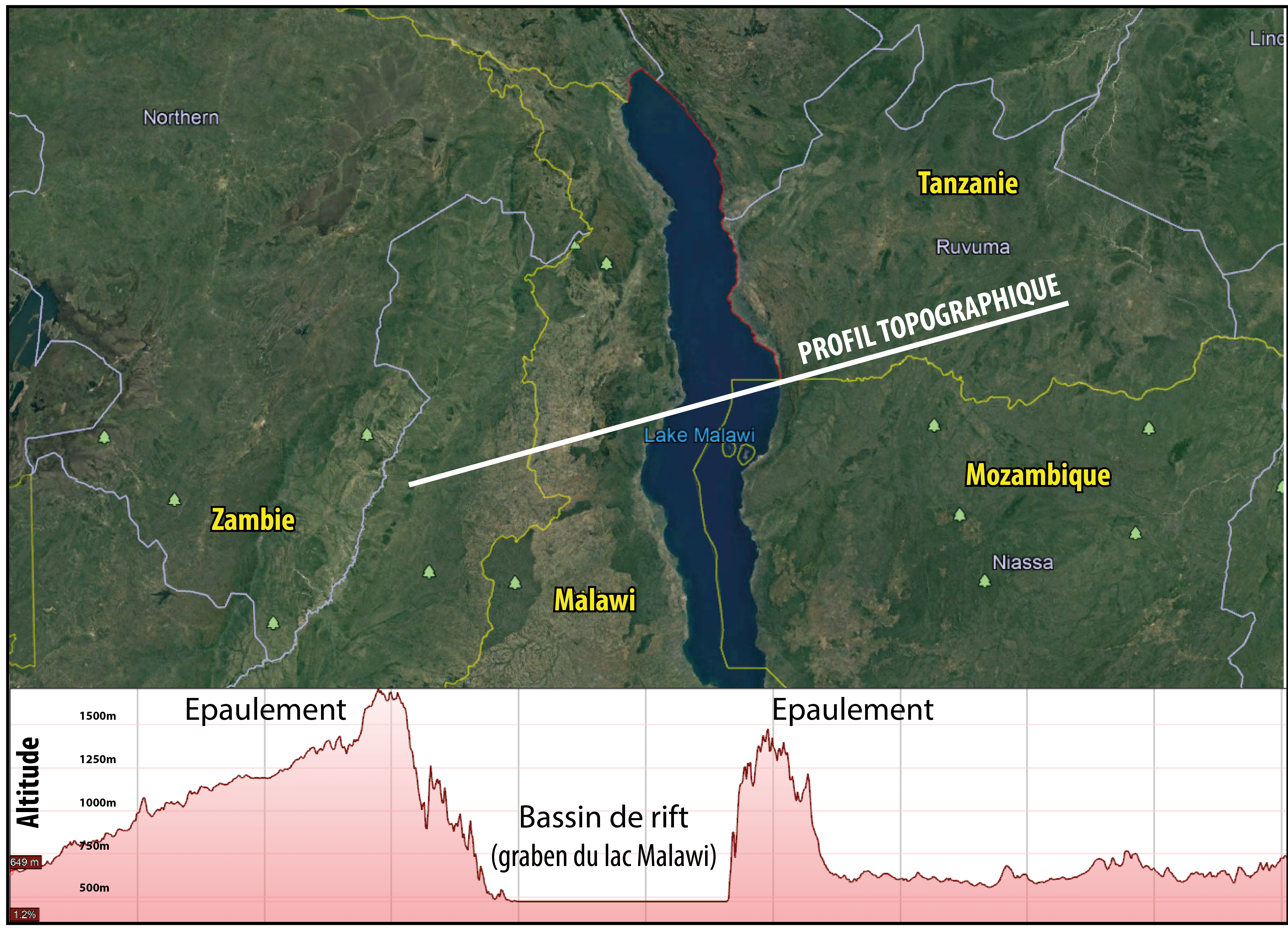
Profil topographique des épaulements du lac Malawi

Schéma de la structure géologique.

Le lac Malawi forme la partie méridionale du Rift Est-Africain. Il est composé d'un graben de 500 km de long et environ 70 km de large d'orientation nord-sud bordé par d'importants épaulements (jusqu'à 2 000 m d'altitude, l'altitude moyenne de l'arrière-pays étant d'environ 600 m).

## Faune aquatique
La faune aquatique du lac Malawi est l'une des plus riches au monde avec des centaines d'espèces de poissons des Cichlidae, Poeciliidae, Hemitilapia oxyrhyncha, Mastacembelidae comme Mastacembelus shiranus, Anguillidae comme Anguilla bengalensis labiata, Bagridae avec notamment Bagrus meridionalis mais aussi des crustacés Potamonautus orbitospinus (crabe), méduses, éponge d'eau douce Malawispongia echinoides et plus encore. La plupart de ces poissons, principalement ceux de la famille des Cichlidae, sont très appréciés du commerce aquariophile, pour leurs comportements et modes de reproduction. Mais un certain nombre sont aujourd'hui répertoriés sur la liste rouge IUCN des espèces menacées du fait notamment de la surpêche pour le commerce aquariophile.

## Galerie

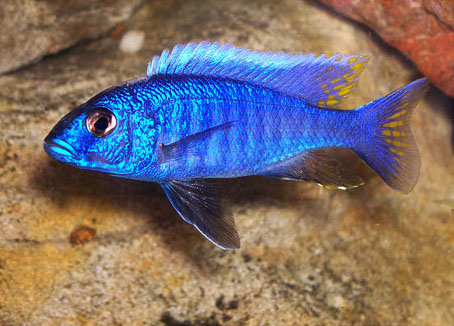
Exemple de poisson, ici de la famille des Cichlidae rencontré dans le lac Malawi Sciaenochromis fryeri
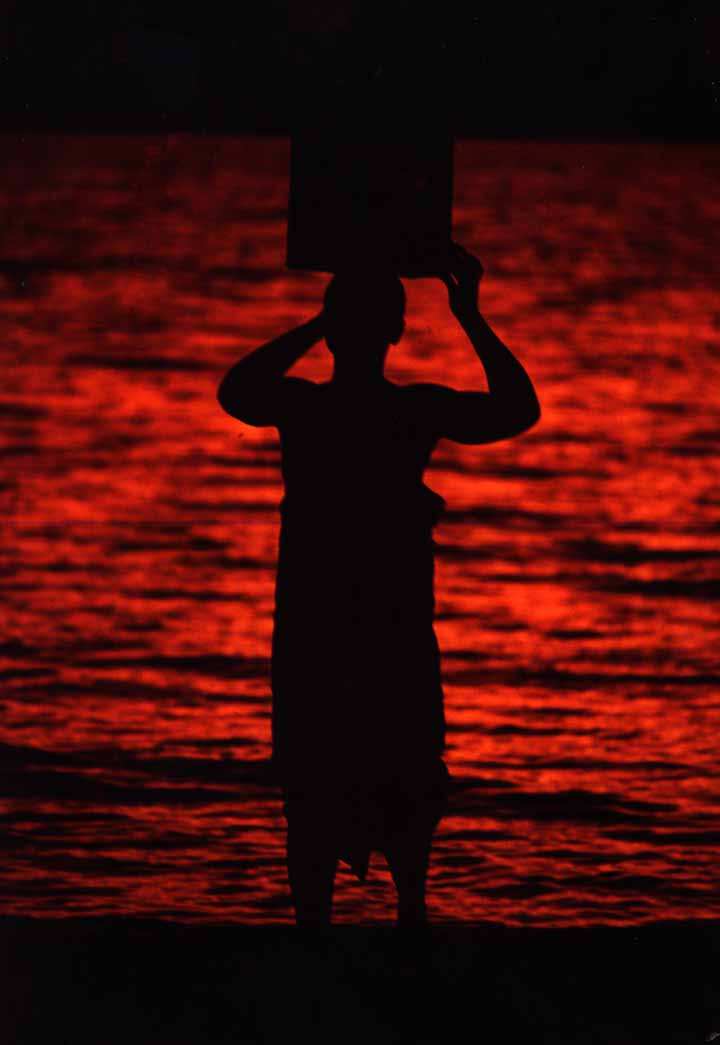
Porteur d'eau sur les rives du lac Malawi